# ACCEPT (organizație)
ACCEPT este prima și cea mai importantă organizație neguvernamentală din România care apără și promovează drepturile persoanelor LGBT (lesbiene, gay, bisexuale și transgen).
Înființată în 1996 cu sediul la București, asociația realizează în principal activități de educație, lobby și advocacy precum: monitorizarea atitudinilor și activităților organelor de stat și de presă, influențarea legislației și a politicilor publice care afectează persoanele LGBT din România, educarea publicului general în privința diferitelor orientări sexuale existente și a persoanelor LGBT in chestiuni legate de sănătate fizică și mentală, de asemenea este implicată și în acțiuni de cercetare și litigare strategică cu scopul protejării și înaintării drepturilor persoanelor deservite de aceasta.
Activitățile de lobby realizate de organizație au avut, printre altele, un rol semnificativ în completa abrogare în 2001 a articolului 200, care incrimina homosexualitatea și a constituit un instrument de teroare și abuz pentru minoritățile sexuale din România în timpul perioadei comuniste, și la modificarea textelor unor articole de lege care se refereau la infracțiuni privitoare la viața sexuală, pentru a elimina orice discriminare pe motiv de orientare sexuală din Codul penal.

## Obiective
- apărarea prin toate mijloacele legale a persoanelor lezate în drepturile și libertățile lor fundamentale, așa cum sunt prevazute în Constituția României și în tratatele internaționale ratificate de statul român;
- educarea societății și mass-media cu privire la LGBT;
- organizarea de acțiuni pentru respectarea drepturilor și libertăților persoanelor LGBT;
- dezvoltarea solidarității între membrii comunității LGBT;
- colaborarea cu organizații care promovează interesele minorităților;
- dezvoltarea de servicii care răspund nevoilor specifice LGBT din Romania.

## Istoric

### Contextul socio-politic
Asociația a fost înființată într-un context socio-politic profund homofob, în care însăși activitatea organizației ce urma să se înregistreze ca ACCEPT era ilegală conform articolului 200, iar homosexualitatea era asociată demagogic cu abuzurile sexuale împotriva copiilor. Discriminarea, abuzurile poliției, actele de violență și hărțuire împotriva comunității LGBT în România anilor 1990 erau frecvente, persoanele neheteronormative suferind de o vizibilitate culturală și mediatică precară sau profund negativă și aflându-se în imposibilitatea de a participa activ la influențarea drepturilor civile și politice ca și cetățeni.
Tranziția României în anii 1990 de la un sistem totalitar la un guvern democratic a contribuit extrem de puțin la drepturile persoanelor neheteronormative, în principal din cauza instabilității guvernului care era mai mult decât dezinteresat în a schimba situația acestora. În condițiile în care majoritatea țărilor europene fost-comuniste au tranziționat către instituții care emulau modelele vestice în urma presiunilor externe, în România lucrurile s-au petrecut mult mai încet, neavând loc nicio schimbare pozitivă cu adevărat importantă în sensul de drepturi și educație timp de 10 ani după căderea dictaturii, legislația criminalizând în continuare cetățenii și non-cetățenii LGBT, plasând astfel țara printre ultimele din blocul est-european care au decriminalizat homosexualitatea.
Mentalitățile legate de sexualitate în România acelor ani, susțin unii cercetători, constituie rezultatul unui hibrid cultural și identitar compus dintr-o serie de influențe și tradiții. Aceste mentalități trebuiesc înțelese prin prisma moștenirii eclectice primite de populație de-a lungul istoriei sale – influențe culturale variate și îndoctrinare îndelungată sub regimul comunist – dar și a forțelor sociale și politice moderne, de la confuzele norme sociale post-comuniste, slaba organizare socială și lipsa reprezentării politice adecvate prin intermediul vocilor societății civile, la dominanta influență religioasă, dihotomia dintre dorința unor segmente de populație de aliniere cu standardele vestice și a altor segmente de a inventa politic elemente de identitate națională exclusivistă.

### Înființarea organizației
Bazele activității asociației ACCEPT au fost puse în 1994, când s-a constituit Bucharest Acceptance Group, o structură informală creată cu scopul de a promova dialogul deschis, constructiv și rațional despre complexitatea subiectului relațiilor dintre persoane de același sex.
În urma unui simpozion organizat la București în 1995 cu titlul „Homosexualitatea – un drept al omului?” la care au participat reprezentanți ai Guvernului, Parlamentului, Bisericii Ortodoxe Române și ai organizațiilor LGBT și de drepturile omului, un grup restrâns de voluntari și simpatizanți format din localnici și membri ai diasporei au decis înființarea unei organizații stabile independente cu scopul protejării drepturilor LGBT în România. 
ACCEPT a fost înregistrată ca organizație neguvernamentală la data de 25 octombrie 1996. Din cauza prezenței articolului 200, activiștii ACCEPT au fost nevoiți să se înregistreze ca organizație neguvernamentală de drepturile omului, nefiind legală înființarea grupurilor civice LGBT la acea dată. Numeroasele activități și proiecte derulate de asociație au inclus sprijinirea membrilor minorităților sexuale prin furnizarea unor servicii gratuite, cum ar fi consiliere juridică și asistență medicală, furnizarea de informații despre minoritățile sexuale și lobby pentru drepturile homosexualilor. Adrian Relu Coman a fost primul director executiv al organizației, în perioada 1997–2002.
Un eveniment major care a adus ACCEPT în atenția publicului a fost găzduirea celei de-a 22-a conferințe a ILGA-Europe în perioada 14–18 octombrie 2000. Conferința a fost intitulată „ACCEPTing Diversity” și a fost finanțată de instituții de prestigiu, unele dintre ele cunoscute în România, cum ar fi Fundația Heinrich Böll și Fundația pentru o Societate Deschisă. Printre participanți s-a aflat Joke Swiebel, membru al Parlamentului European. Evenimentul a fost acoperit de toate agențiile de presă naționale.

## Activități

### Bucharest Pride
Din 2004, ACCEPT este organizatorul Bucharest Pride (cunoscut în trecut ca GayFest), festivalul anual de promovare a drepturilor LGBT în România. Din cauza opoziției BOR și amenințărilor organizațiilor extremiste, primul festival nu s-a încheiat cu o paradă gay. În mai 2005, ACCEPT a organizat a doua ediție a Bucharest Pride, care a inclus și o paradă gay pe străzile Bucureștiului. Deși această paradă a fost aproape blocată de primarul de atunci al Bucureștiului, Adriean Videanu, festivalul a continuat, după ce Traian Băsescu și Monica Macovei au intervenit în favoarea grupării ACCEPT. În 2006, a doua paradă Bucharest Pride a avut ca temă campania pentru legalizarea uniunilor între persoane de același sex (căsătorie sau uniune civilă/parteneriat înregistrat).

### Publicistică
Între 2005–2006, ACCEPT a publicat două reviste periodice: Inklusiv, o revistă LGBT bilunară, și ENOLA, destinată femeilor lesbiene sau bisexuale. Ambele reviste au fost distribuite național (Inklusiv distribuită gratuit).

### INFO Accept
Din 24 martie 2008, organizația operează linia de informare telefonică „INFO Accept”, hotline care se adresează persoanelor LGBT „care se confruntă cu discriminare și au nevoie de asistență, celor care au întrebări despre orientarea sexuală, tinerilor și grupului social din jurul lor – familie, mediu școlar și social. INFO Accept oferă informații despre HIV/SIDA, infecții cu transmitere sexuală, discriminare LGBT, medici și psihologi gay-friendly, servicii ACCEPT, evenimente gay în țară și centre de testare HIV la nivel național”.

## Distincții
Pentru eforturile sale privind abrogarea articolului 200, ACCEPT a fost nominalizată în 1999 la premiul Saharov de către Grupul Verzilor din Parlamentul European. În același an, asociația a câștigat premiul „Égalité” („Egalitate pentru homosexuali și lesbiene în instituțiile europene”), decernat în Bruxelles la sediul Comisiei Europene.